# Salto da Divisa
Salto da Divisa is een gemeente in de Braziliaanse deelstaat Minas Gerais. De gemeente telt 7.157 inwoners (schatting 2009).

## Aangrenzende gemeenten
De gemeente grenst aan Jacinto, Jordania, Santa Maria do Salto en de deelstaat Bahia.